# Broughton (Lincolnshire)
Pour les articles homonymes, voir Broughton.
Broughton est une ville et une paroisse civile du Lincolnshire, en Angleterre.